# حصار بيرتفيسي (1403)
حصار بيرتفيسي كان معركة بين تيمورلنك ضد المملكة الشرقية الجورجية في قلعة بيرتفيسي.  المدافين عن القلعة كانوا بقيادة إيفاني توريلي، الذي كان يقود 30 30 أزناوري (نبيل) إلى جانب أسرهم، و 150 جنديًا. استغرق الأمر 8 محاولات للقوات التيمورية لأخضاع القلعة المنيعة أخيرًا. 